# Ocotea foetens
Ocotea foetens (Aiton) Baill., conocida en castellano como til o tilo, es una especie de árbol perenne de la familia de las Lauraceae. Es originaria de Macaronesia, siendo uno de los componentes del bosque de laurisilva atlántica.
El famoso Árbol Santo o Garoé de la isla de El Hierro fue un ejemplar de esta especie.

## Descripción

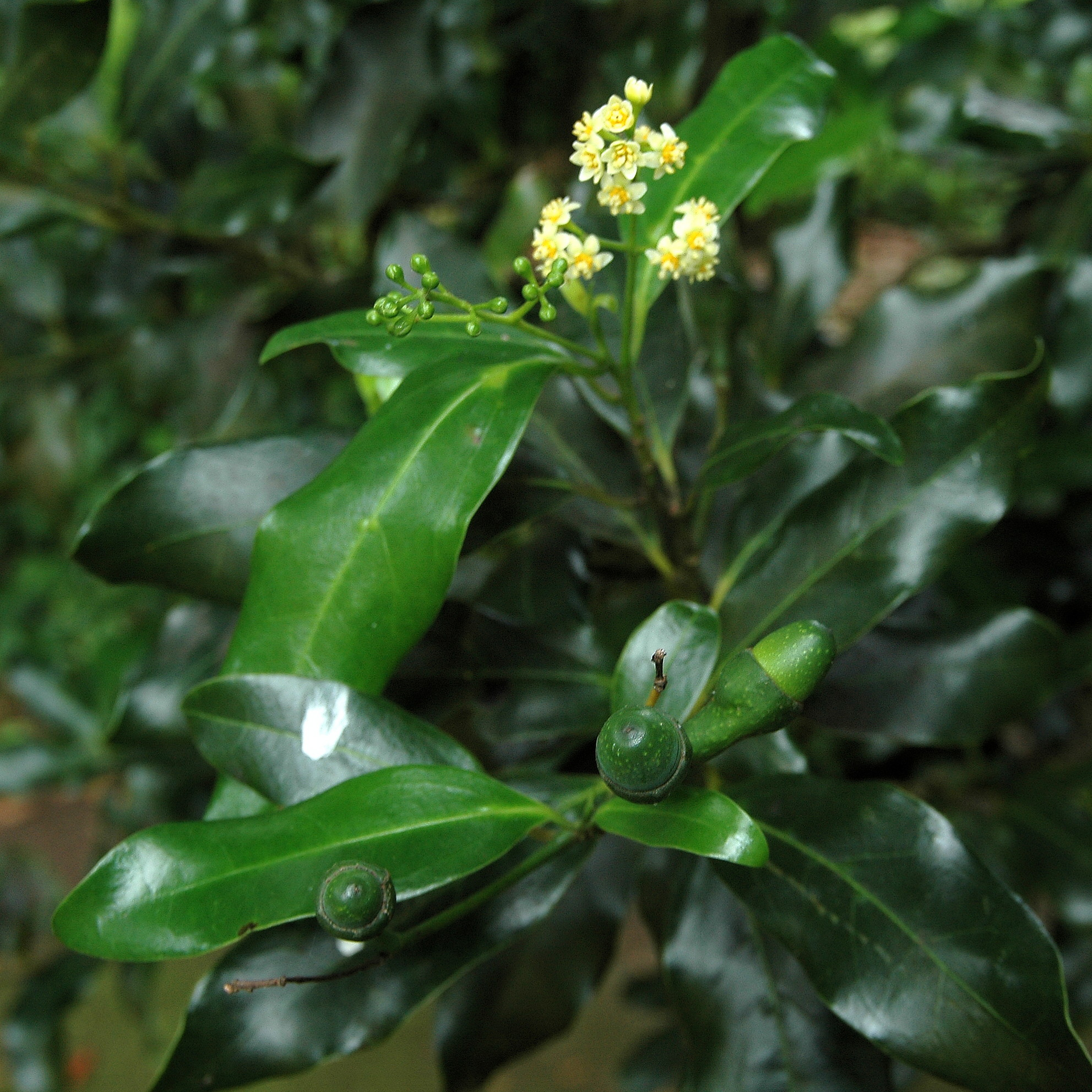
Detalle de hojas, flores y frutos.

O. foetens es un árbol perennifolio que puede alcanzar hasta 40 metros de altura en condiciones óptimas, aunque lo común es que alcance de 15 a 25 m. Posee un tronco esbelto, cilíndrico y muy ramificado desde la base con un follaje siempreverde de color oscuro, copa densa y globosa siendo el árbol que posee una mayor cobertura de toda la laurisilva. Las hojas son anchamente lanceoladas, de 9 a 12 cm de largo y de 3 a 5 cm de ancho, verde oscuras y muy brillantes, con abultamientos glandulares solo en la base. Las flores son de pequeño tamaño, de color blanquecino, verdoso o amarillento que aparecen en inflorescencias racimosas subterminales desprendiendo un olor agradable que recuerda al del til o tilo de Europa. Los frutos son similares a las bellotas.
La floración se produce en primavera y verano, entre marzo y agosto.
Una particularidad de esta especie es que su madera fresca exhala mal olor.

## Distribución y hábitat
Es un endemismo de los archipiélagos macaronésicos de Canarias ―España― y Madeira ―Portugal―.
En Canarias es frecuente localmente en el nordeste de La Palma y en La Gomera, siendo esporádica en Tenerife y relíctica en El Hierro y Gran Canaria.
Se desarrolla entre los 500 a 1000 m s. n. m., en los ambientes de laurisilva mejor conservados, en zonas con abundante humedad ambiental y suelos profundos, siendo común en vaguadas y fondos de barrancos o laderas con constante influencia de las nieblas. Constituye un elemento principal de la comunidad vegetal denominada Diplazio caudati-Ocoteetum foetentis o monteverde higrófilo.
En Madeira solo se encuentra en la isla homónima, donde es un elemento dominante de la laurisilva templada entre los 600-1500 m s. n. m. Su presencia pasada en Porto Santo no ha sido confirmada.
La especie fue introducida en el archipiélago de Azores, estando presente en las islas de Flores, Fayal, Terceira, São Miguel y Santa María.

## Taxonomía
El taxón fue nominado y descrito originalmente como Laurus foetens por el botánico sueco Daniel Solander, siendo publicado por el escocés William Aiton en Hortus Kewensis en 1789. Posteriormente, y tras varios cambios taxonómicos, la especie fue nominada y publicada como Ocotea foetens por el botánico francés Henri Ernest Baillon en Histoire des Plantes en 1870.
Etimología
- Ocotea: nombre genérico que proviene del vernáculo sudamericano para la especie Ocotea guianensis.
- foetens: epíteto latino que significa 'apestar', aludiendo al característico olor de la madera.

Sinonimia
Presenta los siguientes sinónimos:
- Borbonia foetens (Aiton) J.Presl
- Keiria lutea Bowdich
- Laurus foetens Sol.
- Laurus foetens Sol. ex Aiton
- Laurus maderensis Lam.
- Laurus till Poir.
- Mespilodaphne foetens (Aiton) Meisn.
- Ocotea foetens (Aiton) Benth. & Hook.fil.
- Oreodaphne foetens (Aiton) Nees
- Persea foetens (Aiton) Spreng.
- Persea foetida Ettingsh.

## Importancia económica y cultural

El Garoé, ejemplar de O. foetens, representado en el escudo heráldico de la isla de El Hierro.

Su madera, de color claro, dura y de buena calidad, fue utilizada desde los primeros tiempos de la colonización europea en el siglo xv para la fabricación de cajas para el transporte del azúcar de caña producida en los ingenios insulares. También se usó para la elaboración de muebles.
En Madeira son utilizadas sus hojas y frutos en medicina popular como antihipertensivo.
Culturalmente destaca en la tradición de la isla de El Hierro la historia del árbol Garoé. Este fue un gran ejemplar de O. foetens que destilaba el agua de las nieblas que se condensaban en sus hojas. Esta agua se recogía en unas albercas que se habían labrado a sus pies, sirviendo para proveer de agua a la isla, escasa en manantiales. Era denominado Garoé por los aborígenes, y luego fue conocido como Árbol Santo por los herreños. El árbol original fue derribado por un huracán a comienzos del siglo xvii, siendo plantado en su lugar un nuevo ejemplar en 1957 traído desde La Palma. Su importancia cultural para los herreños ha llevado a su plasmación como elemento singular en los escudos heráldicos tanto de la isla como de su capital Valverde.
En las islas Canarias donde crece ha quedado fijado su nombre vernáculo en la toponimia, dando nombre incluso a una localidad del municipio de Moya de Gran Canaria, Los Tiles.

## Estado de conservación
Está catalogada como especie bajo preocupación menor en la Lista Roja de la UICN.
Se encuentra protegida a nivel de la comunidad autónoma de Canarias al incluirse en el Anexo II de la Orden de 20 de febrero de 1991 sobre protección de especies de la flora vascular silvestre.
Asimismo, la mayoría de las poblaciones canarias se encuentran en áreas de la Red Canaria de Espacios Naturales Protegidos. No obstante, en las islas la principal amenaza para la especie es el desecamiento de su hábitat por la captación de aguas.

## Nombres comunes
Se conoce en las islas Canarias con los nombres de til (plural tiles) o tilo. Se trata de un canarismo de origen portugués, siendo el nombre que se da en Madeira al mismo tipo de árbol. Esta voz lusa tiene el mismo origen etimológico que el tilo castellano, es decir, proviene del francés antiguo y este del latín tilia.
En Madeira también se denomina como til branco o til preto.